# Anacantha
Anacantha is een geslacht uit de composietenfamilie (Asteraceae). De soorten zijn endemisch in Oezbekistan.

## Soorten
- Anacantha darwasica (C.Winkl.) Soják
- Anacantha jucunda (C.Winkl.) Soják
- Anacantha mira (Iljin) Soják